# Habib Djellouli
Pour les articles homonymes, voir Famille Djellouli.
Habib Djellouli (arabe : محمد الحبيب الجلولي), de son nom complet Mohamed Habib Djellouli, né en janvier 1879 à Tunis et mort le 31 janvier 1957, est un homme politique tunisien.

## Biographie
Il commence à apprendre le Coran et les règles essentielles de la religion musulmane puis poursuit ses études secondaires au Collège Alaoui, où il obtient son diplôme. Il s'inscrit alors au cours de droit du professeur Berge qui forme les juges des tribunaux régionaux créés en 1896.
Figurant parmi les premiers magistrats laïcs du pays, il est désigné juge suppléant à Kairouan en 1898 puis juge au même tribunal, juge au tribunal du Kef en 1903, puis à celui de Sfax en 1907, devenant président de ce dernier tribunal à titre intérimaire en 1909-1910. Nommé président du tribunal, respectivement à Gafsa, Le Kef et Kairouan en 1911, 1912 et entre 1917 et 1921, il entre en 1921 dans le makhzen et se voit nommé caïd-gouverneur de Kairouan puis caïd-gouverneur de Nabeul (1925-1933).
Caïd de Béja entre 1933 et 1935 puis caïd de la banlieue de Tunis en 1935, il devient président de l'administration des habous en 1938. Ministre de la Plume en 1941 puis ministre honoraire en 1943, il est nommé ministre de la Justice, poste qu'il exerce de mai 1943 à août 1947. Il devient à nouveau ministre honoraire et se voit désigné administrateur, représentant du gouvernement au conseil d'administration de Tunisair lors de sa création en 1948, et occupe la même fonction à la Compagnie des pétroles de Tunisie.
Il est titulaire de la grand-croix du Nichan Iftikhar, du grand cordon du Nichân Ahd El-Amân et du collier du Nichân El-Ahd El-Mourassaâ, ainsi qu'officier d'académie. Le 17 juin 1942, le résident général de France en Tunisie Jean-Pierre Esteva lui remet le grade de commandeur de la Légion d'honneur au nom du maréchal Philippe Pétain.

## Distinctions
- Officier d'académie
- Grand-croix de l'ordre du Nichan Iftikhar
- Commandeur de la Légion d'honneur

## Famille
Il naît dans une famille sfaxienne makhzen,. 
Fils du caïd Ali, considéré par Sadok Bey comme l'une des forces stabilisatrices de la régence pendant l'insurrection de 1864, et arrière-petit-fils du richissime fermier fiscal Mahmoud Djellouli, il épouse Sarah, fille de Mohamed Ben Achour (président de l'administration des habous) et sœur de Mohamed Tahar Ben Achour, avec laquelle il a cinq filles et deux garçons dont son benjamin Ahmed (1930-2011), une figure emblématique de la médina de Tunis,.